# Opfersteine (Schöngeising)

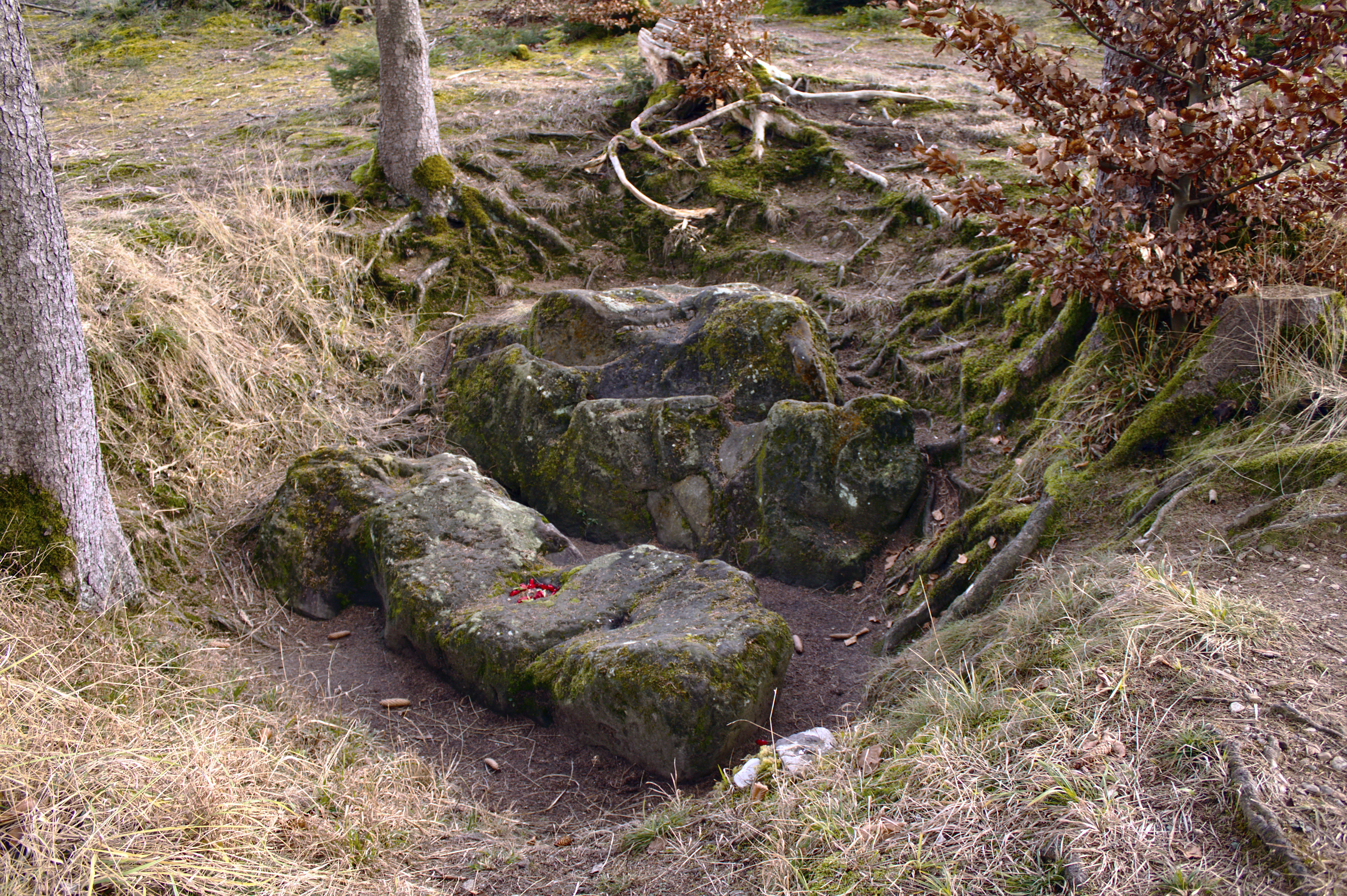
Opfersteine bei Schöngeising (2016)

Die sogenannten Opfersteine bei Schöngeising im Landkreis Fürstenfeldbruck sind vorgeschichtliche Kalk- und Sandsteine und mögliche Rillensteine.
Koordinaten: 48° 7′ 30,9″ N, 11° 11′ 23,6″ O

## Lage
Die Steine liegen ungefähr 250 Meter südwestlich der stark abgegangenen Sunderburg in einer Mulde im Hochwald zwischen Schöngeising und Grafrath.

## Beschreibung und Geschichte
Bei den beiden nahezu parallel liegenden, leicht rötlichen und von quer zueinander verlaufenden Furchen durchzogenen Steinen handelt es sich um verwitterte Kalk- und Sandsteine. Sie wurden mit großer Wahrscheinlichkeit in der Würmeiszeit herangetragen und im 19. Jahrhundert auf der Suche nach Kalksteinen freigelegt. Die Steine stammen ursprünglich aus den Zentralalpen. Entdeckt wurden sie um das Jahr 1880.
Sie werden gelegentlich im Volksmund auch als „Blutsteine“ bezeichnet.

## Mystifizierung
Die Legende, dass keltische Völker die Findlinge als eine rituelle Opferstätte verwendeten, hält sich seit dem 19. Jahrhundert. Eine solche Nutzung ist jedoch nicht verifiziert und gilt historisch als sehr unwahrscheinlich.
Aufgrund ihrer Mystifizierung sind die Steine ein Anlaufpunkt für Esoteriker, Okkultisten und Satanisten. Zugehörige Rituale wurden dort beobachtet und mündeten bereits in polizeilichen Maßnahmen.